# Michael Hametner

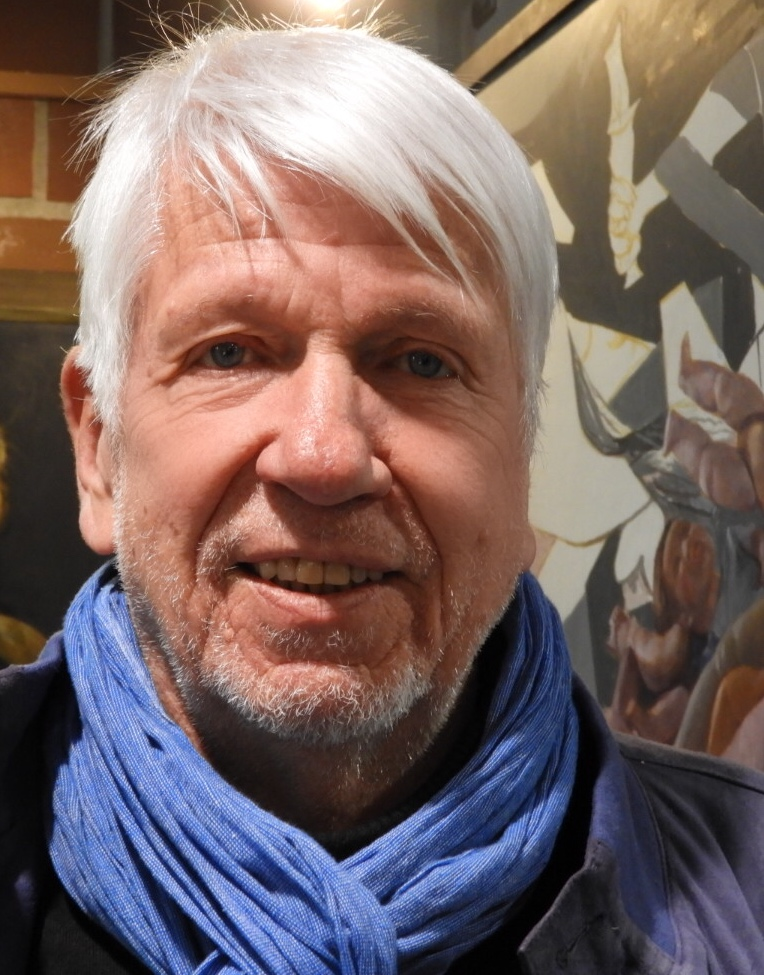
Michael Hametner in der art Kapella Schkeuditz (2019)

Michael Hametner (* 1950 in Rostock) ist ein österreichisch-deutscher Journalist, Redakteur, Sprecher, Literatur- und Theaterkritiker und Autor.

## Leben und Wirken
Michael Hametner wurde als Sohn eines österreichischen Staatsbürgers in Rostock geboren. Er studierte Journalistik und Literaturwissenschaft an der Universität Leipzig, war zunächst als Schauspieler und Regisseur tätig und leitete von 1978 bis 1983 und von 1987 bis 1990 das Poetische Theater der Universität Leipzig. Dort arbeitete er mit Regisseuren wie Konstanze Lauterbach, Jo Fabian, Jürgen Verdofsky und Konrad Zschiedrich zusammen. Er spielte u. a. Debuisson im „Auftrag“ von Heiner Müller, Luther in „Kohlhaas“ von Stefan Schütz, Pozzo in Becketts „Warten auf Godot“, Peter in Edward Albees „Die Zoogeschichte“ (DDR-Erstaufführung) und Molina in Manuel Puigs „Kuss der Spinnenfrau“. Zu seinen Regiearbeiten gehörten Alexander Wampilows „Provinzanekdoten“, Stephan Hermlins „Scardanelli“ (Szenische Erstaufführung 1973 zusammen mit Annegret Hahn) und die DDR-Erstaufführung von „Astoria“ des Österreichers Jura Soyfer (zusammen mit Bernhard Scheller).
2002 inszenierte Hametner die Spielvorlage „auseinanderbefreundet“, die er aus dem Briefwechsel von Max Frisch und Friedrich Dürrenmatt entwickelt hatte: „Hametner selbst spielt den Frisch genervt oder triumphierend, blitzend ironisch, misstrauisch, zunehmend unwohl mit Cognacflasche.“
Hametner war von 1987 bis 1990 Vorsitzender der Jury für den Preis der Hörspielkritiker beim Rundfunk der DDR. Ab Anfang der 1990er Jahre war er freier Mitarbeiter beim Mitteldeutschen Rundfunk. Bis zu seiner Festanstellung beim MDR gehörte er der Jury für den Hörspielpreis der Kriegsblinden und 1993 der Jury des Hörspiels des Monats an, war von 1990 bis 2001 Mitglied der Jury für den Gellertpreis und von 2007 bis 2009 Mitglied in der Jury für den Leipziger Buchpreis. Seit 2007 ist er Mitglied der Jury für den Uwe-Johnson-Preis.
1994 wurde er Literaturredakteur beim MDR und initiierte 1995 den MDR-Literaturwettbewerb, aus dem später bekannte Autoren wie Clemens Meyer (2001), Bov Bjerg (2004), Leif Randt (2010), Anja Kampmann (2013) und Ronya Othmann (2015) als erste Preisträger hervorgingen. „Originalität lautet der Anspruch. ,Bücher sind eine höchst aufregende Sache, das wollen wir vorexerzieren. Übrigens mit viel Spaß, nicht zuletzt im Moderatoren-Trio‘“. Von 1993 bis 2015 war er Gastgeber des Live-Literatur-Talks „MDR-Lese-Café“.
Im Jahr 2001 wurde bekannt, dass der MDR-Mitarbeiter Hametner IM „Detlev Lauer“ des Ministeriums für Staatssicherheit gewesen war. Eine unabhängige „Stasi-Überprüfungskommission“ empfahl nach Aktenlage seine Weiterbeschäftigung.
1968 hatte ihn das MfS als Volontär beim DDR-Fernsehen wegen seiner österreichischen Staatsangehörigkeit angeworben. Um sich der Perspektive als „Übersiedlungskandidat“ nach beziehungsweise „Auslandsspion“ in Österreich zu entziehen, „gab (er) 1975 seinen Paß zurück, wurde DDR-Bürger und damit für die Stasi unwichtig“.  Damit endete 1975 die Tätigkeit als IM, er durfte aber nicht mehr ins westliche Ausland reisen. In seiner sich ab 1978 anschließenden Tätigkeit als Leiter des Poetischen Theaters „Louis Fürnberg“ der Universität Leipzig unterstützte er auch oppositionelle Schriftsteller und Theaterschaffende wie Lutz Rathenow, den er zu einer Lesung einlud sowie das von Petra Lux inszenierte Stück „Auf hoher See“ von Slawomir Mrozek.
Ateliergespräche führte er unter anderem mit Sighard Gille, Johannes Heisig, Gudrun Brüne und Hans Aichinger, sie wurden in zahlreichen Büchern mit Bildmaterial veröffentlicht.
Seit 2005 ist Michael Hametner auch als Sprecher von Audioaufnahmen tätig. 2007 bis 2009 war er Jurymitglied des Preises der Leipziger Buchmesse. Bis 2015 war er Literaturredakteur und Moderator bei MDR-Figaro und seit 2008 gehört er als Team-Mitglied Bührnheims Literatursalon an.
Hametner lebt in Leipzig und Wien.

## Veröffentlichungen
Autor
- Kleine Form des Theaters. Zentralhaus-Publikation, Leipzig 1986, DNB 861026861.
- Neue und wiederentdeckte Gegenwarts-Dramatik aus der DDR. Zentralhaus-Publikation, Leipzig 1989, ISBN 978-3-7444-0142-5.
- Der Mythos vom Sisyphos oder Wenn der Vater mit dem Sohne Bücher macht. In: Leipziger Blätter. Nr. 32, 1998, S. 38–40.
- Kleine Leute. Das Leben des Schauspielers Fred Delmare. Schwarzkopf und Schwarzkopf, Berlin 1997, ISBN 978-3-89602-122-9.
- Einkreisen. 15 Gespräche – ein Porträt des Malers Sighard Gille. Mitteldeutscher Verlag, Halle 2014, ISBN 978-3-95462-226-9.
- Auf der Bühne. 15 Gespräche – ein Porträt des Malers Matthias Weischer. Mitteldeutscher Verlag, Halle 2016, ISBN 978-3-95462-643-4.
- Übermalen. 15 Gespräche – ein Porträt des Malers Johannes Heisig. Mitteldeutscher Verlag, Halle 2017, ISBN 978-3-95462-811-7.
- Bernhard Heisig und Gudrun Brüne. Ein Künstlerpaar über fünfzig Jahre. Mitteldeutscher Verlag, Halle (Saale) 2018, ISBN 978-3-95462-993-0.
- Gert Pötzschig – Valeurs. Sax, Beucha/Markkleeberg 2018, ISBN 978-3-86729-223-8.
- Kopfkino. 15 Gespräche – ein Porträt des Malers Hans Aichinger. Mitteldeutscher Verlag, Halle (Saale) 2019, ISBN 978-3-96311-218-8
- Keine Geschichte vom einfachen Glück. Leipzigs Literaturszene feiert mit Daniela Krien eine neue Aufsteigerin. In: Leipziger Blätter. Nr. 78, 2021, S. 32–34.
- Der trojanische Pegasus. Vorgestellte Verabredung mit Andreas Reimann im Café Grundmann. In: Leipziger Blätter. Nr. 78, 2021, S. 52–55.
- Deutsche Wechseljahre. Nachdenken über Literatur und Bildende Kunst. Mitteldeutscher Verlag, Halle (Saale) 2021, ISBN 978-3-96311-556-1.
- (Mitautor): Peter-Michael Diestel: Ruhe gebe ich nicht. Gespräche über die unvollendete deutsche Einheit. Das Neue Berlin 2022, ISBN 978-3-360-01366-8.

Herausgeber
- Zornesrot. Anthologie junger Autoren. Mitteldeutscher Verlag, Halle 2007, ISBN 978-3-89812-440-9.
- Zeit der Witze. Texte junger Autoren. Mitteldeutscher Verlag, Halle 2009, ISBN 978-3-89812-601-4.
- mit Michael Faber (Hrsg.): Vom leisen Fieber des Schatzgräbers. Wiederentdeckungen. Mit Porträtzeichnungen von Harald Kretzschmar. Wallstein, Göttingen 2014, ISBN 978-3-8353-1453-5.
- Wolfgang Heger: Lichtzeichen. Ein Porträt des Malers Rolf-Gunter Dienst im Dialog. Mitteldeutscher Verlag, Halle 2015, ISBN 978-3-95462-460-7.

Michael Hametner gibt seit 1996 Jahresanthologien mit Kurzgeschichten des MDR-Literaturwettbewerbs heraus.
Sprecher
im Verlag Universal Music, Berlin:
- Wahnsinn Fußball! Bundesliga-Geschichten aus vier Jahrzehnten. 2005,  ISBN 978-3-8291-1592-6.
- Pferde sind meine Freunde. Der richtige Umgang mit Pferden. 2005, ISBN 978-3-8291-1584-1.
- Hunde richtig kennen und verstehen. So wird Ihr Hund zum besten Freund. 2005, ISBN 978-3-8291-1582-7.

im Verlag Universal Family Entertainment, Berlin:
- Fritz Hennenberg: Wolfgang Amadeus Mozart. 2006, ISBN 978-3-8291-1642-8.
- Alan Posener: William Shakespeare. 2006, ISBN 978-3-8291-1758-6.
- Klaus Schröter: Thomas Mann. 2006, ISBN 978-3-8291-1646-6.
- Barbara Meier: Robert Schumann. 2006, ISBN 978-3-8291-1643-5.
- Peter Boerner: Johann Wolfgang von Goethe. 2006, ISBN 978-3-8291-1645-9.
- Christian Liedtke: Heinrich Heine. 2006, ISBN 978-3-8291-1647-3.
- Wolfgang Emmerich: Gottfried Benn. 2006, ISBN 978-3-8291-1741-8.
- Heimo Rau: Gandhi. 2006, ISBN 978-3-8291-1639-8.
- Hans Wißkirchen: Die Familie Mann. 2006, ISBN 978-3-8291-1745-6.
- Stefana Sabin: Andy Warhol. 2006, ISBN 978-3-8291-1641-1.
- Claudia Pilling, Diana Schilling, Mirjam Springer: Friedrich Schiller. 2007, ISBN 978-3-8291-1742-5.
- Frank Niess: Che Guevara. 2007, ISBN 978-3-8291-1756-2.

im Verlag Wissenschaftliche Buchgesellschaft, Darmstadt:
- Ingemar König: Vita Romana. Vom täglichen Leben im alten Rom. 2008, ISBN 978-3-534-60009-0.
- Arne Karsten, Volker Reinhardt: Kardinäle, Künstler, Kurtisanen. Das barocke Rom. 2008, ISBN 978-3-534-60013-7.
- Karl Christ: Hannibal. 2008, ISBN 978-3-534-60011-3.
- Jürgen Egyptien: Einführung in die deutschsprachige Literatur seit 1945. 2008, ISBN 978-3-534-60012-0.
- Nikolas Jaspert: Die Kreuzzüge. 2008, ISBN 978-3-534-60007-6.
- Dominik Geppert: Die Ära Adenauer. 2008, ISBN 978-3-534-60016-8.

im Verlag Auditorium Maximum, Darmstadt:
- Wiebrecht Ries: Nietzsches Werke. Die großen Texte im Überblick. 2009, ISBN 978-3-534-60052-6.
- Roger Crowley: Konstantinopel 1453. Die letzte Schlacht. 2009, ISBN 978-3-534-60072-4.
- Sunzi: Die Kunst des Krieges. 2009, ISBN 978-3-534-60070-0.
- Erhard Oeser: Die Jagd zum Nordpol. Tragik und Wahnsinn der Polarforscher. 2009, ISBN 978-3-534-60059-5.
- Jürgen G. Nagel: Abenteuer Fernhandel. Die Ostindienkompanien. 2009, ISBN 978-3-534-60050-2.
- Kirsten John: Wer war Klaus Störtebeker? 2010, ISBN 978-3-534-60124-0.
- John R. Clarke: Roma Antiqua. Von Händlern, Hebammen und anderen Helden. 2010, ISBN 978-3-534-60103-5.
- Peter Struck, Ingo Würtl: Lehrer der Zukunft. Vom Pauker zum Coach. 2010, ISBN 978-3-534-60120-2.
- Roger Crowley: Entscheidung im Mittelmeer. Europas Seekrieg gegen das Osmanische Reich. 2010, ISBN 978-3-534-60142-4.
- Jürgen Egyptien: Einführung in die deutschsprachige Literatur nach 1945. 2010, ISBN 978-3-534-60161-5.
- Matthias Buschmeier, Kai Kauffmann: Die Literatur der Weimarer Klassik. 2010, ISBN 978-3-534-60151-6.
- Helmut Halfmann: Marcus Antonius. Geliebter Kleopatras und Freund Caesars. 2011, ISBN 978-3-654-60171-7.
- Sabine Kubisch: Das alte Ägypten. 2011, ISBN 978-3-654-60203-5.